# Baghdadi
Baghdadi este un oraș din Irak. Se află în apropiere de baza aeriană Al Asad.